# Domselaar
Domselaar es una localidad del municipio de San Vicente, en el centro-este de la provincia de Buenos Aires, Argentina. Se encuentra ubicada junto a la Ruta Provincial 210, sobre el kilómetro 58 de la misma, a 15 km de la ciudad de San Vicente, cabecera de dicho municipio. 

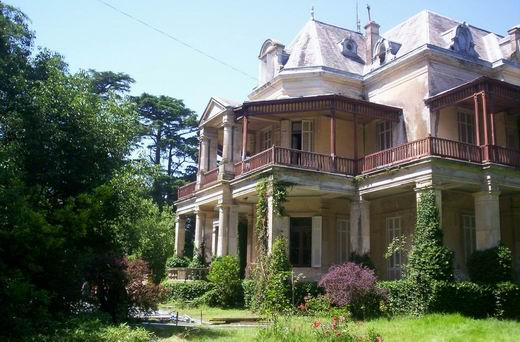
Estancia San Carlos, popularmente conocida como el "castillo de Domselaar".

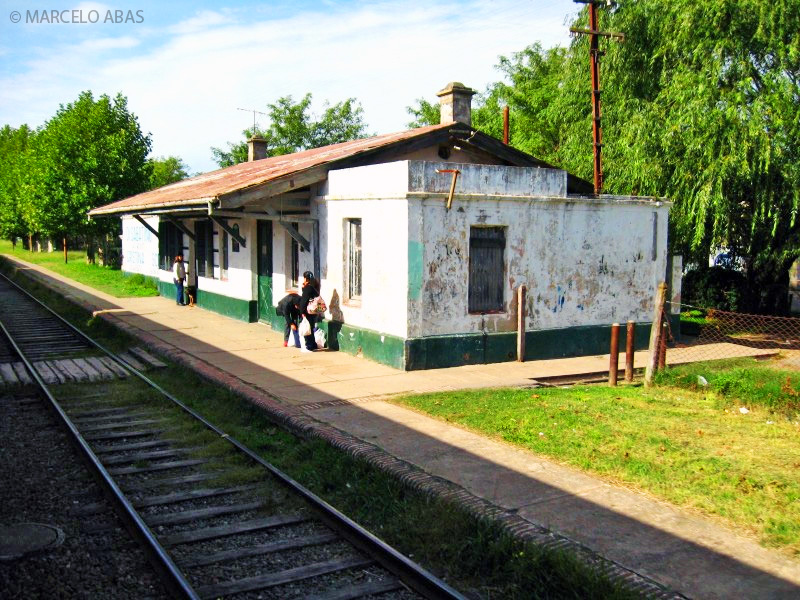
Estación ferroviaria de Domselaar

## Historia
La zona que hoy comprende Domselaar era atravesada por varios caminos que conducían a la denominada Tablada Vieja, donde se concentraba el ganado para su inspección y posterior remisión a los saladeros del riachuelo. Estas dificultades fueron superadas gracias a la llegada del ferrocarril General Roca en el año 1865 de manos de la empresa británica Buenos Aires Great Southern Railway, cuyo objetivo era facilitar el transporte de producción lanera desde Chascomús hacia el mercado de la Plaza Constitución.
La fundación de la estación se produjo el 14 de agosto de 1865, fecha que se considera la fundación de Domselaar, ya que a partir de entonces su población se fue incrementando gradualmente. Como ocurrió a lo largo de toda la provincia de Buenos Aires, la mayoría de los pueblos fueron creados en las cercanías de las líneas ferroviarias. Durante la década de 1990 bajo un proceso progresivo de desmantelamiento de la red estatal de ferrocarriles, el servicio ha dejado de parar en estos pueblos, llevando a muchos de ellos al declive demográfico. Dada su cercanía con el área metropolitana de Buenos Aires, Domselaar es uno de los pocos pueblos que ha sobrevivido y prosperado después de que el servicio ferroviario fuese suspendido en 1994.
Durante los primeros años del siglo XXI fueron llevado a cabo varios proyectos relacionados con la reactivación del ferrocarril, ya que la mayoría de la población trabaja en la ciudad de Buenos Aires o en la zona sur del Gran Buenos Aires. Hasta entonces, los medios de acceso a la ciudad de Buenos Aires y la zona sur del Conurbano se realizaban a través de la línea 388 de colectivos, que une la localidad de Coronel Brandsen con la localidad de Alejandro Korn, pasando por Domselaar. 
A partir del 4 de octubre de 2019, el servicio ferroviario Alejandro Korn-Chascomús volvió a detenerse en Domselaar. Trenes Argentinos informó que el primer servicio en detenerse en la nueva parada fue el de las 12:13 del viernes 4 de octubre de 2019, con destino a Chascomús.

## Sismicidad
La región responde a la subfalla del río Paraná y a la subfalla del Río de la Plata, con sismicidad baja. Su última expresión se produjo el 5 de junio de 1888, a las 3.20 UTC-3 con una magnitud probable de 5,0 en la escala de Richter.
Área de
- Tormentas severas periódicas
- Baja sismicidad, con silencio sísmico de 137 años
- Tornados

## Población
Contaba con 2468 habitantes (Indec, 2010), lo que representa un incremento del 44,24% frente a los 1711 habitantes (Indec, 2001) del censo anterior. La estimación de 2019 es de alrededor de 14.000 habitantes[cita requerida].

## Transporte
- Línea 51 (Ramal a Brandsen)
- Línea 388
- Línea 503
- Línea General Roca (servicio suburbano Alejandro Korn -  Chascomús)

La  estación ferroviaria de la ciudad se encontraba deshabilitada, incluso con el paso de los servicios de la Línea General Roca entre Alejandro Korn y Chascomús, y Constitución y Mar del Plata. En julio de 2018 la organización vecinal 'Todos por Domselaar' realizó una colecta de firmas para rehabilitar la estación, logrando un 80% de adhesión, logrando el objetivo, ya que el 2 de octubre de 2019 se anunció que el servicio suburbano a Chascomús contará con paradas en la estación luego de 30 años. Efectivamente el 4 de octubre de 2019 el Ferrocarril Roca volvió a parar en la estación, un hecho histórico para la pequeña localidad. La empresa Trenes Argentinos construyó un nuevo andén (en realidad, un apeadero) y el tren que debutó en el servicio pasó a las 4.31 de la madrugada en dirección al norte. Después le tocó al de las 7.15 en sentido a Korn, y a las 12.15 pasó otro hacia Chascomús que, a pesar de la lluvia y el frío, fue recibido por algunos vecinos, por afiliados del sindicato La Fraternidad y por el delegado municipal de la localidad, Raúl Rolandi. La formación se detuvo durante algunos minutos en Domselaar y los trabajadores ferroviarios fueron ovacionados.